# 1985-ös Le Mans-i 24 órás verseny
Az 53. Le Mans-i 24 órás versenyt 1985. június 15. és június 16. között rendezték meg.

## Végeredmény
| Helyezés | Kategória | #   | Csapat                                 | Versenyző                                                    | Modell                             | Gumi | Körök |
| Helyezés | Kategória | #   | Csapat                                 | Versenyző                                                    | Motor                              | Gumi | Körök |
| -------- | --------- | --- | -------------------------------------- | ------------------------------------------------------------ | ---------------------------------- | ---- | ----- |
| 1        | C1        | 7   | New-Man Joest Racing                   | Klaus Ludwig Paolo Barilla "John Winter"                     | Porsche 956                        | D    | 373   |
| 1        | C1        | 7   | New-Man Joest Racing                   | Klaus Ludwig Paolo Barilla "John Winter"                     | Porsche Type-935 2.6L Turbo Flat-6 | D    | 373   |
| 2        | C1        | 14  | Richard Lloyd Racing                   | Jonathan Palmer James Weaver Richard Lloyd                   | Porsche 956 GTi                    | G    | 370   |
| 2        | C1        | 14  | Richard Lloyd Racing                   | Jonathan Palmer James Weaver Richard Lloyd                   | Porsche Type-935 2.6L Turbo Flat-6 | G    | 370   |
| 3        | C1        | 2   | Rothmans Porsche                       | Derek Bell Hans Joachim Stuck                                | Porsche 962C                       | D    | 366   |
| 3        | C1        | 2   | Rothmans Porsche                       | Derek Bell Hans Joachim Stuck                                | Porsche Type-935 2.6L Turbo Flat-6 | D    | 366   |
| 4        | C1        | 33  | John Fitzpatrick Racing                | Jo Gartner David Hobbs Guy Edwards                           | Porsche 956                        | Y    | 365   |
| 4        | C1        | 33  | John Fitzpatrick Racing                | Jo Gartner David Hobbs Guy Edwards                           | Porsche Type-935 2.6L Turbo Flat-6 | Y    | 365   |
| 5        | C1        | 10  | Barclay Porsche Kremer Racing          | Mario Hytten George Fouché Sarel van der Merwe               | Porsche 956                        | G    | 360   |
| 5        | C1        | 10  | Barclay Porsche Kremer Racing          | Mario Hytten George Fouché Sarel van der Merwe               | Porsche Type-935 2.6L Turbo Flat-6 | G    | 360   |
| 6        | C1        | 4   | Martini Lancia                         | Bob Wollek Alessandro Nannini Lucio Cesario                  | Lancia LC2                         | M    | 359   |
| 6        | C1        | 4   | Martini Lancia                         | Bob Wollek Alessandro Nannini Lucio Cesario                  | Ferrari 308C 3.0L Turbo V8         | M    | 359   |
| 7        | C1        | 5   | Martini Lancia                         | Henri Pescarolo Mauro Baldi                                  | Lancia LC2                         | M    | 357   |
| 7        | C1        | 5   | Martini Lancia                         | Henri Pescarolo Mauro Baldi                                  | Ferrari 308C 3.0L Turbo V8         | M    | 357   |
| 8        | C1        | 26  | Obermaier Racing Team                  | Jürgen Lässig Jésus Pareja Hervé Regout                      | Porsche 956                        | G    | 356   |
| 8        | C1        | 26  | Obermaier Racing Team                  | Jürgen Lässig Jésus Pareja Hervé Regout                      | Porsche Type-935 2.6L Turbo Flat-6 | G    | 356   |
| 9        | C1        | 11  | Kenwood Porsche Kremer Racing          | Jean-Pierre Jarier Mike Thackwell Franz Konrad               | Porsche 962C                       | G    | 355   |
| 9        | C1        | 11  | Kenwood Porsche Kremer Racing          | Jean-Pierre Jarier Mike Thackwell Franz Konrad               | Porsche Type-935 2.6L Turbo Flat-6 | G    | 355   |
| 10       | C1        | 1   | Rothmans Porsche                       | Jacky Ickx Jochen Mass                                       | Porsche 962C                       | D    | 347   |
| 10       | C1        | 1   | Rothmans Porsche                       | Jacky Ickx Jochen Mass                                       | Porsche Type-935 2.6L Turbo Flat-6 | D    | 347   |
| 11       | C1        | 66  | EMKA Productions, Ltd.                 | Tiff Needell Steve O'Rourke Nick Faure                       | EMKA C84/1                         | D    | 337   |
| 11       | C1        | 66  | EMKA Productions, Ltd.                 | Tiff Needell Steve O'Rourke Nick Faure                       | Aston Martin-Tickford 5.3L V8      | D    | 337   |
| 12       | C1        | 36  | Tom's Team                             | Nakadzsima Szatoru Masanori Sekiya Kaoru Hoshino             | Tom's (Dome) 85C                   | B    | 329   |
| 12       | C1        | 36  | Tom's Team                             | Nakadzsima Szatoru Masanori Sekiya Kaoru Hoshino             | Toyota 4T-GT 2.1L Turbo I4         | B    | 329   |
| 13       | GTP       | 44  | Jaguar Group 44                        | Bob Tullius Chip Robinson Claude Ballot-Léna                 | Jaguar XJR-5                       | G    | 323   |
| 13       | GTP       | 44  | Jaguar Group 44                        | Bob Tullius Chip Robinson Claude Ballot-Léna                 | Jaguar 6.0L V12                    | G    | 323   |
| 14       | C2        | 70  | Spice Engineering                      | Gordon Spice Ray Bellm Mark Galvin                           | Tiga GC85                          | A    | 311   |
| 14       | C2        | 70  | Spice Engineering                      | Gordon Spice Ray Bellm Mark Galvin                           | Ford Cosworth DFL 3.3L V8          | A    | 311   |
| 15       | B         | 151 | Helmut Gall                            | Edgar Dören Martin Birrane Jean-Paul Libert                  | BMW M1                             | A    | 306   |
| 15       | B         | 151 | Helmut Gall                            | Edgar Dören Martin Birrane Jean-Paul Libert                  | BMW M88 3.5L I6                    | A    | 306   |
| 16       | C2        | 75  | ADA Engineering                        | Ian Harrower Steve Earle John Sheldon                        | Gebhardt JC843                     | A    | 298   |
| 16       | C2        | 75  | ADA Engineering                        | Ian Harrower Steve Earle John Sheldon                        | Ford Cosworth DFL 3.3L V8          | A    | 298   |
| 17       | C1        | 42  | WM Peugeot                             | Michel Pignard Jean-Daniel Raulet Jean Rondeau               | WM P83B                            | M    | 298   |
| 17       | C1        | 42  | WM Peugeot                             | Michel Pignard Jean-Daniel Raulet Jean Rondeau               | Peugeot PRV 2.6L Turbo V6          | M    | 298   |
| 18       | C1        | 39  | Bussi Racing                           | Bruno Sotty Jean-Claude Justice Patrick Oudet                | Rondeau M382                       | D    | 290   |
| 18       | C1        | 39  | Bussi Racing                           | Bruno Sotty Jean-Claude Justice Patrick Oudet                | Ford Cosworth DFL 3.3L V8          | D    | 290   |
| 19       | C2        | 86  | Mazdaspeed Co. Ltd.                    | Dave Kennedy Philippe Martin Jean-Michel Martin              | Mazda 737C                         | D    | 282   |
| 19       | C2        | 86  | Mazdaspeed Co. Ltd.                    | Dave Kennedy Philippe Martin Jean-Michel Martin              | Mazda 13B 1.3L 2-Rotor             | D    | 282   |
| 20       | C1        | 13  | Primagaz                               | Yves Courage Alain de Cadenet Jean-Francois Yvon             | Cougar C12                         | M    | 278   |
| 20       | C1        | 13  | Primagaz                               | Yves Courage Alain de Cadenet Jean-Francois Yvon             | Porsche Type-935 2.6L Turbo Flat-6 | M    | 278   |
| 21       | C2        | 99  | Roy Baker Promotions Ford              | Paul Smith Will Hoy Nick Nicholson                           | Tiga GC285                         | A    | 273   |
| 21       | C2        | 99  | Roy Baker Promotions Ford              | Paul Smith Will Hoy Nick Nicholson                           | Ford Cosworth BDT 1.7L Turbo I4    | A    | 273   |
| 22       | C1        | 34  | Kreepy Krauly Racing                   | Graham Duxbury Christian Danner Almo Coppelli                | March 85G                          | Y    | 269   |
| 22       | C1        | 34  | Kreepy Krauly Racing                   | Graham Duxbury Christian Danner Almo Coppelli                | Porsche Type-935 2.6L Turbo Flat-6 | Y    | 269   |
| 23       | C2        | 95  | Roland Bassaler                        | Roland Bassaler Dominique Lacaud Yvon Tapy                   | Sauber SHS C6                      | A    | 267   |
| 23       | C2        | 95  | Roland Bassaler                        | Roland Bassaler Dominique Lacaud Yvon Tapy                   | BMW M88 3.5L I6                    | A    | 267   |
| 24       | C2        | 85  | Mazdaspeed Co. Ltd.                    | Yoshimi Katayama Yojiro Terada Takashi Yorino                | Mazda 737C                         | D    | 263   |
| 24       | C2        | 85  | Mazdaspeed Co. Ltd.                    | Yoshimi Katayama Yojiro Terada Takashi Yorino                | Mazda 13B 1.3L 2-Rotor             | D    | 263   |
| 25 DSQ†  | C1        | 41  | WM Peugeot                             | Patrick Gaillard Pascal Pessiot Dominique Fornage            | WM P83B                            | M    | 266   |
| 25 DSQ†  | C1        | 41  | WM Peugeot                             | Patrick Gaillard Pascal Pessiot Dominique Fornage            | Peugeot PRV 2.6L Turbo V6          | M    | 266   |
| 26 NC    | C2        | 77  | Spice Engineering                      | Tim Lee-Davey Neil Crang Tony Lanfranchi                     | Tiga GC84                          | D    | 225   |
| 26 NC    | C2        | 77  | Spice Engineering                      | Tim Lee-Davey Neil Crang Tony Lanfranchi                     | Ford Cosworth DFV 3.0L V8          | D    | 225   |
| 27 NC    | C2        | 74  | Team Labatt                            | Frank Jelinski John Graham Nick Adams                        | Gebhardt JC853                     | A    | 213   |
| 27 NC    | C2        | 74  | Team Labatt                            | Frank Jelinski John Graham Nick Adams                        | Ford Cosworth DFV 3.0L V8          | A    | 213   |
| 28 NC    | C2        | 98  | Roy Baker Promotions Ford              | François Duret David Andrews Duncan Bain                     | Tiga GC284                         | A    | 149   |
| 28 NC    | C2        | 98  | Roy Baker Promotions Ford              | François Duret David Andrews Duncan Bain                     | Ford Cosworth BDT 1.7L Turbo I4    | A    | 149   |
| 29 NC    | C2        | 93  | Automobiles Louis Descartes            | Louis Descartes Jacques Heuclin Daniel Hubert                | ALD 01                             | A    | 140   |
| 29 NC    | C2        | 93  | Automobiles Louis Descartes            | Louis Descartes Jacques Heuclin Daniel Hubert                | BMW M88 3.5L I6                    | A    | 140   |
| 30 DNF   | C1        | 18  | Brun Motorsport                        | Massimo Sigala Oscar Larrauri Gabriele Tarquini              | Porsche 956                        | D    | 323   |
| 30 DNF   | C1        | 18  | Brun Motorsport                        | Massimo Sigala Oscar Larrauri Gabriele Tarquini              | Porsche Type-935 2.6L Turbo Flat-6 | D    | 323   |
| 31 DNF   | C1        | 19  | Brun Motorsport                        | Walter Brun Joël Gouhier Didier Theys                        | Porsche 962C                       | D    | 304   |
| 31 DNF   | C1        | 19  | Brun Motorsport                        | Walter Brun Joël Gouhier Didier Theys                        | Porsche Type-935 2.6L Turbo Flat-6 | D    | 304   |
| 32 DNF   | C1        | 3   | Rothmans Porsche                       | Al Holbert Vern Schuppan John Watson                         | Porsche 962C                       | D    | 299   |
| 32 DNF   | C1        | 3   | Rothmans Porsche                       | Al Holbert Vern Schuppan John Watson                         | Porsche Type-935 2.6L Turbo Flat-6 | D    | 299   |
| 33 DNF   | C1        | 31  | Primagaz                               | Pierre Yver Pierre-François Rousselot François Sérvanin      | Rondeau M382                       | D    | 286   |
| 33 DNF   | C1        | 31  | Primagaz                               | Pierre Yver Pierre-François Rousselot François Sérvanin      | Ford Cosworth DFV 3.0L V8          | D    | 286   |
| 34 DNF   | C1        | 8   | New-Man Joest Racing                   | Paul Belmondo Maurizio de Narvaez Kenper Miller              | Porsche 956                        | D    | 277   |
| 34 DNF   | C1        | 8   | New-Man Joest Racing                   | Paul Belmondo Maurizio de Narvaez Kenper Miller              | Porsche Type-935 2.6L Turbo Flat-6 | D    | 277   |
| 35 DNF   | C2        | 80  | Carma F.F.                             | Martino Finotto Aldo Bertuzzi Guido Dacco                    | Alba AR6                           | A    | 228   |
| 35 DNF   | C2        | 80  | Carma F.F.                             | Martino Finotto Aldo Bertuzzi Guido Dacco                    | Carma FF 1.9L Turbo I4             | A    | 228   |
| 36 DNF   | GTP       | 40  | Jaguar Group 44                        | Brian Redman Hurley Haywood Jim Adams                        | Jaguar XJR-5                       | G    | 151   |
| 36 DNF   | GTP       | 40  | Jaguar Group 44                        | Brian Redman Hurley Haywood Jim Adams                        | Jaguar 6.0L V12                    | G    | 151   |
| 37 DNF   | C1        | 67  | Jean-Philippe Grand                    | Patrick Gonin Pascal Witmeur Pierre de Thoisy                | Rondeau M482                       | M    | 143   |
| 37 DNF   | C1        | 67  | Jean-Philippe Grand                    | Patrick Gonin Pascal Witmeur Pierre de Thoisy                | Ford Cosworth DFL 3.3L V8          | M    | 143   |
| 38 DNF   | C1        | 38  | Dome Team                              | Eje Elgh Geoff Lees Szuzuki Tosio                            | Dome 85C                           | D    | 141   |
| 38 DNF   | C1        | 38  | Dome Team                              | Eje Elgh Geoff Lees Szuzuki Tosio                            | Toyota 4T-GT 2.1L Turbo I4         | D    | 141   |
| 39 DNF   | C2        | 90  | Jens Winther Denmark                   | Jens Winther David Mercer Margie Smith-Haas                  | URD C83                            | A    | 141   |
| 39 DNF   | C2        | 90  | Jens Winther Denmark                   | Jens Winther David Mercer Margie Smith-Haas                  | BMW M88 3.5L I6                    | A    | 141   |
| 40 DNF   | B         | 157 | Angelo Pallavicini                     | Enzo Calderari Angelo Pallavicini Marco Vanoli               | BMW M1                             | A    | 116   |
| 40 DNF   | B         | 157 | Angelo Pallavicini                     | Enzo Calderari Angelo Pallavicini Marco Vanoli               | BMW M88 3.5L I6                    | A    | 116   |
| 41 DNF   | B         | 156 | Raymond Touroul Team                   | Raymond Touroul Thierry Perrier Philippe Dermagne            | Porsche 911SC                      | P    | 107   |
| 41 DNF   | B         | 156 | Raymond Touroul Team                   | Raymond Touroul Thierry Perrier Philippe Dermagne            | Porsche 3.0L Flat-6                | P    | 107   |
| 42 DNF   | C1        | 43  | WM Peugeot                             | Claude Haldi Roger Dorchy Jean-Claude Andruet                | WM P83B                            | M    | 73    |
| 42 DNF   | C1        | 43  | WM Peugeot                             | Claude Haldi Roger Dorchy Jean-Claude Andruet                | Peugeot PRV 2.8L Turbo V6          | M    | 73    |
| 43 DNF   | C2        | 104 | Ecurie Blanchet Locatop                | Michel Dubois Hubert Striebig Noël del Bello                 | Rondeau M379                       | A    | 65    |
| 43 DNF   | C2        | 104 | Ecurie Blanchet Locatop                | Michel Dubois Hubert Striebig Noël del Bello                 | Ford Cosworth DFV 3.0L V8          | A    | 65    |
| 44 DNF   | C1        | 24  | Cheetah Automobiles Switzerland        | Bernard de Dryver Claude Bourgoignie John Cooper             | Cheetah G604                       | D    | 53    |
| 44 DNF   | C1        | 24  | Cheetah Automobiles Switzerland        | Bernard de Dryver Claude Bourgoignie John Cooper             | Aston Martin-Tickford 5.3L V8      | D    | 53    |
| 45 DNF   | C2        | 79  | Ecurie Ecosse                          | Mike Wilds Ray Mallock David Leslie                          | Ecosse (RML) C285                  | A    | 45    |
| 45 DNF   | C2        | 79  | Ecurie Ecosse                          | Mike Wilds Ray Mallock David Leslie                          | Ford Cosworth DFV 3.0L V8          | A    | 45    |
| 46 DNF   | C1        | 46  | Bussi Racing                           | Christian Bussi Jack Griffin Marion L. Speer                 | Rondeau M482                       | M    | 36    |
| 46 DNF   | C1        | 46  | Bussi Racing                           | Christian Bussi Jack Griffin Marion L. Speer                 | Ford Cosworth DFL 3.3L V8          | M    | 36    |
| 47 DNF   | B         | 152 | Vogelsang                              | Harald Grohs Altfrid Heger Kurt Köning                       | BMW M1                             | A    | 32    |
| 47 DNF   | B         | 152 | Vogelsang                              | Harald Grohs Altfrid Heger Kurt Köning                       | BMW M88 3.5L I6                    | A    | 32    |
| 48 DNF   | C2        | 100 | Bartlett Chevron Racing Goodmans Sound | Richard Jones Robin Smith Max Cohen-Olivar                   | Chevron B62                        | A    | 19    |
| 48 DNF   | C2        | 100 | Bartlett Chevron Racing Goodmans Sound | Richard Jones Robin Smith Max Cohen-Olivar                   | Ford Cosworth DFL 3.3L V8          | A    | 19    |
| 49 DNF   | C2        | 82  | Grifo Autoracing                       | Paolo Giangrossi Pasquale Barberio Mario Radicella           | Alba AR3                           | D    | 5     |
| 49 DNF   | C2        | 82  | Grifo Autoracing                       | Paolo Giangrossi Pasquale Barberio Mario Radicella           | Ford Cosworth DFL 3.3L V8          | D    | 5     |
| DNS      | C1        | 61  | Sauber Racing                          | John Nielsen Dieter Quester Max Welti                        | Sauber C8                          | D    | 0     |
| DNS      | C1        | 61  | Sauber Racing                          | John Nielsen Dieter Quester Max Welti                        | Mercedes-Benz 5.0L Turbo V8        | D    | 0     |
| DNS      | C2        | 81  | Carma F.F.                             | Loris Kessel Ruggero Melgrati Aldo Bertuzzi Jean-Pierre Frey | Alba AR2                           | A    | 0     |
| DNS      | C2        | 81  | Carma F.F.                             | Loris Kessel Ruggero Melgrati Aldo Bertuzzi Jean-Pierre Frey | Carma FF 1.9L Turbo I4             | A    | 0     |
| DNS      | C2        | 97  | Strandell Porsche                      | Stanley Dickens Martin Schanche                              | Strandell (Toj) 85                 | A    | 0     |
| DNS      | C2        | 97  | Strandell Porsche                      | Stanley Dickens Martin Schanche                              | Porsche 3.3L Turbo Flat-6          | A    | 0     |
| DNS      | C2        | 106 | Bruno Sotty                            | Martin Wagenstätter Kurt Hild                                | Lotec (Toj) C302                   | D    | 0     |
| DNS      | C2        | 106 | Bruno Sotty                            | Martin Wagenstätter Kurt Hild                                | Ford Cosworth DFV 3.0L V8          | D    | 0     |
| DNS      | C1        | 55  | John Fitzpatrick Racing                | Kenny Acheson Dudley Wood Jean-Louis Schlesser               | Porsche 962C                       | Y    | 0     |
| DNS      | C1        | 55  | John Fitzpatrick Racing                | Kenny Acheson Dudley Wood Jean-Louis Schlesser               | Porsche Type-935 2.6L Turbo Flat-6 | Y    | 0     |